# Alchemilla aurata
Alchemilla aurata é uma espécie de rosácea do gênero Alchemilla, pertencente à família Rosaceae.